# Piazza dell'insurrezione nazionale slovacca (Bratislava)

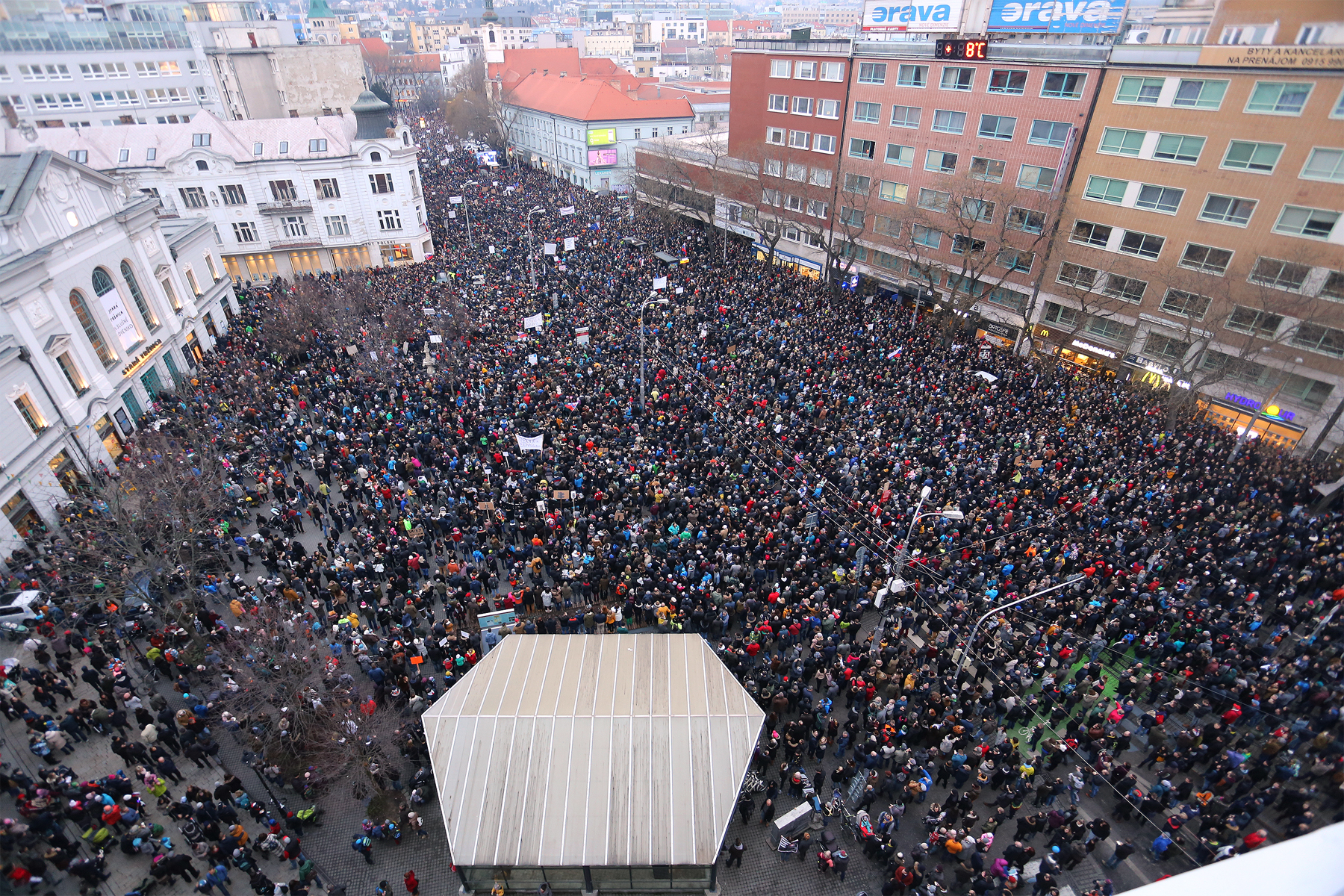
La protesta dopo l'omicidio di Ján Kuciak e Martina Kušnírová su Piazza SNP e Piazza della Rivoluzione di velluto, il 9 marzo 2018

Piazza dell'insurrezione nazionale slovacca (in slovacco Námestie Slovenského národného povstania), abbreviato Piazza SNP (in slovacco Námestie SNP) è una piazza della Città Vecchia di Bratislava. Prende il nome dall'insurrezione nazionale slovacca.
È una delle piazze più famose di Bratislava. Si trova tra Piazza Hurban e Piazza di pietra. Vicino a piazza Hurban si collega alle vie Obchodná e Michalská. Si tratta di una zona pedonale, nella quale però possono circolare le linee del tram e una minima parte del traffico.
La piazza è stata restaurata nel 2006, in contemporanea con la sostituzione dei binari del tram, quando è stato eliminato l'asfalto dalla pavimentazione. La piazza ospita il primo edificio alto di Bratislava, Manderlák, che conta 11 piani. Vicino al Manderlák c'è un vecchio mercato ristrutturato. Nella parte alta della piazza si trova l'edificio cittadino centrale della Slovenská pošta, il servizio postale slovacco.
Il 15 novembre 2019, in occasione del trentesimo anniversario della rivoluzione di velluto, su suggerimento del sindaco Matúš Vallo, la parte della piazza nell'area antistante il mercato vecchio fu ribattezzata Piazza della Rivoluzione di velluto.

### Esplicative
1. ↑  i numeri dispari da 19 a 35; i numeri pari da 20 a 34[2]

### Sitografiche
1. ↑   Juraj Flamik, Bude mať Bratislava Námestie Nežnej revolúcie?, in Denník N Blog, Bratislava, N Press, 5 giugno 2019. URL consultato il 16 dicembre 2022.
2. 1 2   Zoznam PSČ Slovenskej republiky, su pscpsc.sk. URL consultato il 2017-1-31.
3. ↑  i numeri dispari da 1 a 17; i numeri pari 2, 6, 18, 24, 26[2]
4. ↑   Abecedný zoznam ulíc Bratislavy a pomenovaných priestranstiev, su bratislava.sk. URL consultato il 31 gennaio 2017 (archiviato dall'url originale il 20 maggio 2018).
5. ↑   Vladimír Horváth, Bratislavský topografický lexikon, Bratislava, Tatran, 1990, ISBN 80-222-0229-0.
6. ↑  (SK) TASR, Bratislava má nové Námestie Nežnej revolúcie, in SME, Bratislava, Petit Press, 15 novembre 2019, ISSN 1335-4418 (WC · ACNP). URL consultato il 15 novembre 2019.